# فرودگاه شهری اورورا (نبراسکا)
فرودگاه شهرستان اورورا (نبراسکا) (به انگلیسی: Aurora Municipal Airport (Nebraska)) (به زبان بومی: Al Potter Field) یک فرودگاه همگانی ۱۵۹۲۵ است . این فرودگاه در شهر اورورا، نبراسکا کشور ایالات متحده آمریکا قرار دارد و در ارتفاع ۵۵۰ متری از سطح دریا واقع شده‌است.